# صب واي
صّب واي (بالإنجليزية: Subway) هي سلسلة مطاعم وجبات سريعة،  أسسها فريد ديلوكا البالغ من العمر 17 عامًا وبتمويل من بيتر باك في عام 1965 تحت اسم «بيتز سوبر سبمارينز»،  وأُعيد تسمية المطعم إلى «صب واي» في 1967، وفي 1974 قرَّر الشريكين بدء عملية الامتياز التجاري، وافتتحا المطعم الأول الحاصل على امتياز تجاري.
بلغَ عدد فروعها أكثر من 41 ألف فرعًا في أكثر من 100 دولة حول العالم، منها 24 ألف فرع في الولايات المتَّحدة. وتُعتبر أكبر سلسلة مطاعم فِي الْعَالم.

## تاريخ
اقترض فريد ديلوكا ألف دُولَار من صديقه بيتر باك في عام 1965 لافتتاح أول مطعم لبيع سندويتشات «سبمارينز» في مدينة بريدجبورت في ولاية كونيكتيكت، وحقق نجاحاً مدهشاً حيثُ باعَ في يوم افتتاحه 312 سندويتشاً، وفي العام التالي أسسوا شركة «دكتور أسوسيتس» للإشراف على عمليات المطاعم بعدَ توسعها،  وأستمد اسم الشركة من هدفه لكسب بَعض المال من بيع السندويتشات لتغطية رسومه الدراسيّة في كلية الطب،  وفي عام 1968 تم تغيير اسم المحل إلى «صب واي»، وفي عام 1974 قرَّر الشريكين بدء عملية الامتياز التجاري، وافتتحا مطعم صَب واي الأول الحاصل على امتياز تجاري في مدينة والينجفورد في ولاية كونيكتيكت.

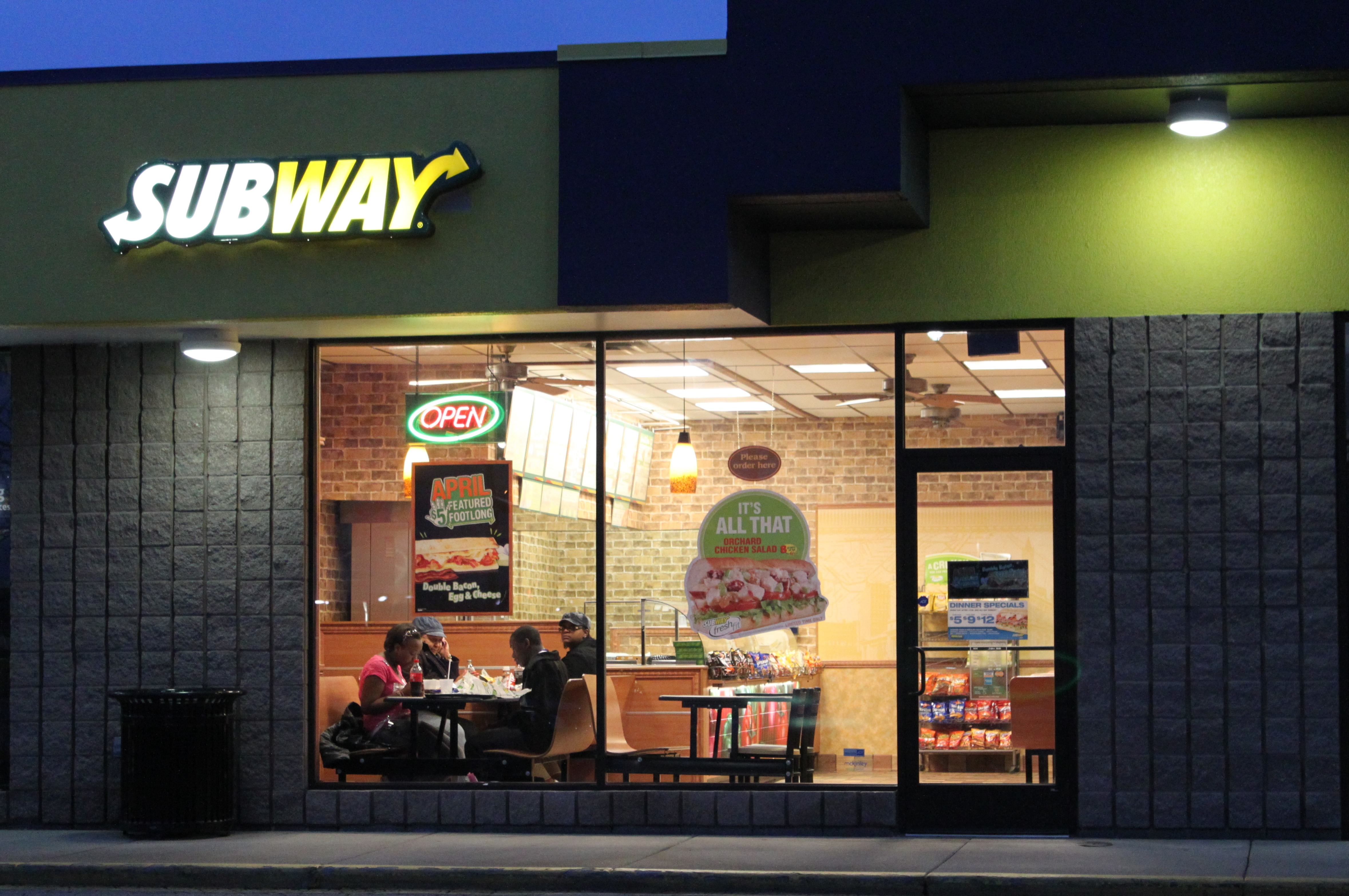
مطعم صب واي في بلدة بيتسفيلد، ميشيغان (2011)

تم اِفْتِتاح أول صب واي على الساحل الغربي في فريسنو، كاليفورنيا، في عام 1978، وبلغ عدد فروعه 100 فرع،  وفي 1981 افتتحت سلسلة مطاعم صَب واي مطعمها رقم 200 في مدينة رينتون في ولاية واشنطن، وفي العام التالي بلغت عدد مطاعمها 300 مطعم، وافتتحت أول مطاعمها خارج أمريكا الشماليَّة في مملكة البحرين في ديسمبر 1984،  وفي 1987 بلغَ عدد فروعها ألف فرع.
في 2004 بدأت صب واي في فتح مطاعمها في مراكز وول مارت، وفي 2007 تجاوزت ماكدونالدز في إجمالي مواقعها داخل متاجر وول مارت الأمريكيَّة.
تُصنف «صب واي» مُنذُ 2007 باستمرار في قائمة أكبر 500 شركة امتياز أمريكيَّة «فرنشايز 500» وفي 2015 احتَّلت المرتبة الثالثة في قائمة «أفضل الامتيازات العالميَّة» والمرتبة الأولى في قائمة «الامتياز الأسرع نموًا». وفي نهاية 2010 كانت شركة صب واي أكبر سلسلة مطاعم للوجبات السريعة في جميع أنحاءِ العالم بإجمالي 33,749 مطعمًا بزيادة 1,012 عن ماكدونالدز. وبلغت عدد فروعها في 2014 أكثر من 41,000 فرع في أكثر من 100 بلد.

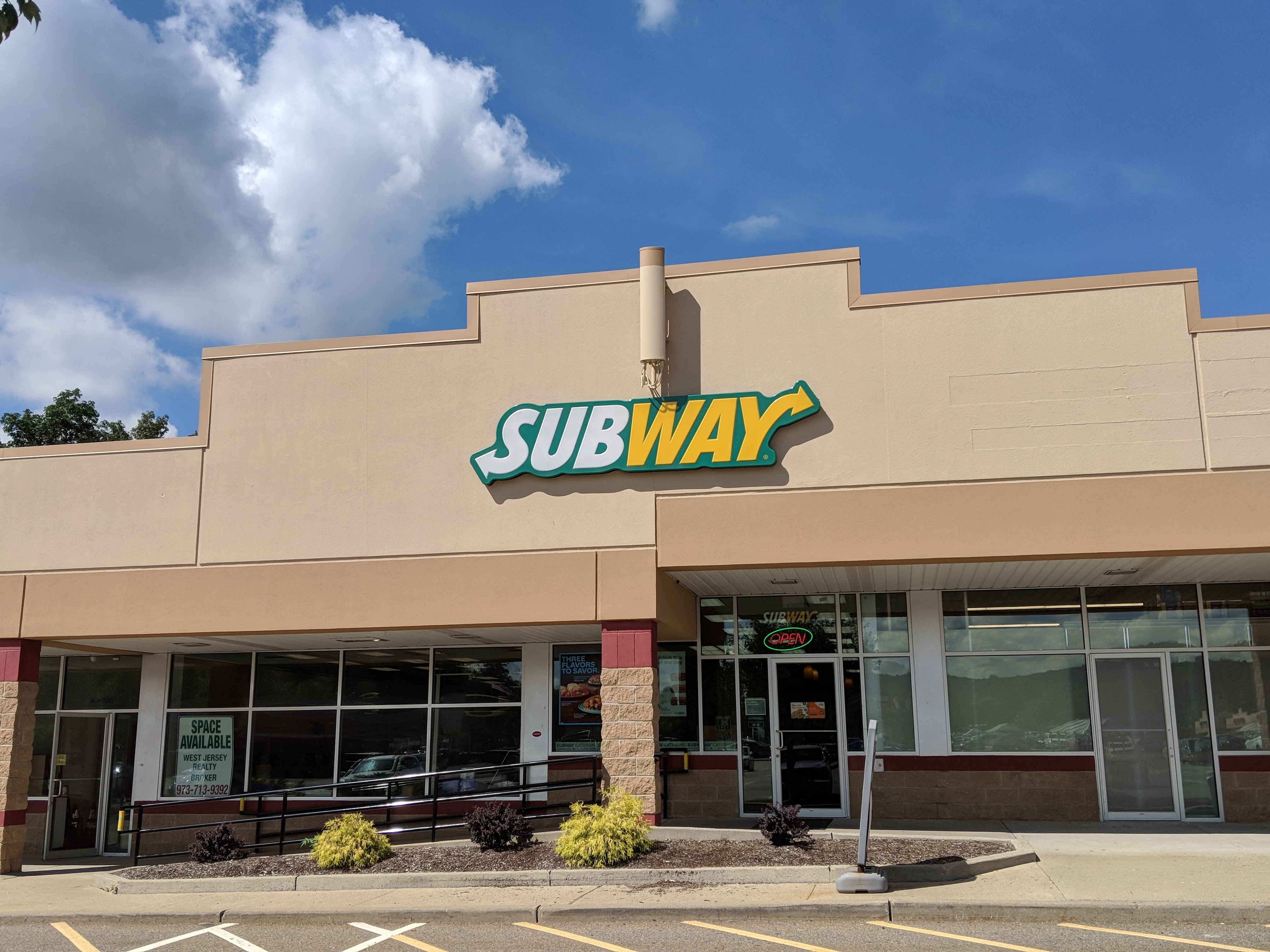
مطعم صب واي في ستانهوب، نيو جيرسي (2018)

تُوفيَّ فريد ديلوكا في 2015 بعدَ إصابته بمرض ابيضاض الدم عن عمر ناهز الـ67 عامًا، وأصبَحَت شقيقته «سوزان جريكو» رئيسة ومديرة تنفيذية للشركة،  وفي العام التالي أغلقت صب واي المئات من مطاعمها في الولايات المتَّحدة، بعدَ تعرضها لخسائر فادحة لأول مرَّة مُنذُ تأسيسها، ومع ذلك بقيت عدد فروعها 26744 فرعاً الأكثر انتشارًا في الولايات المتَّحدة.

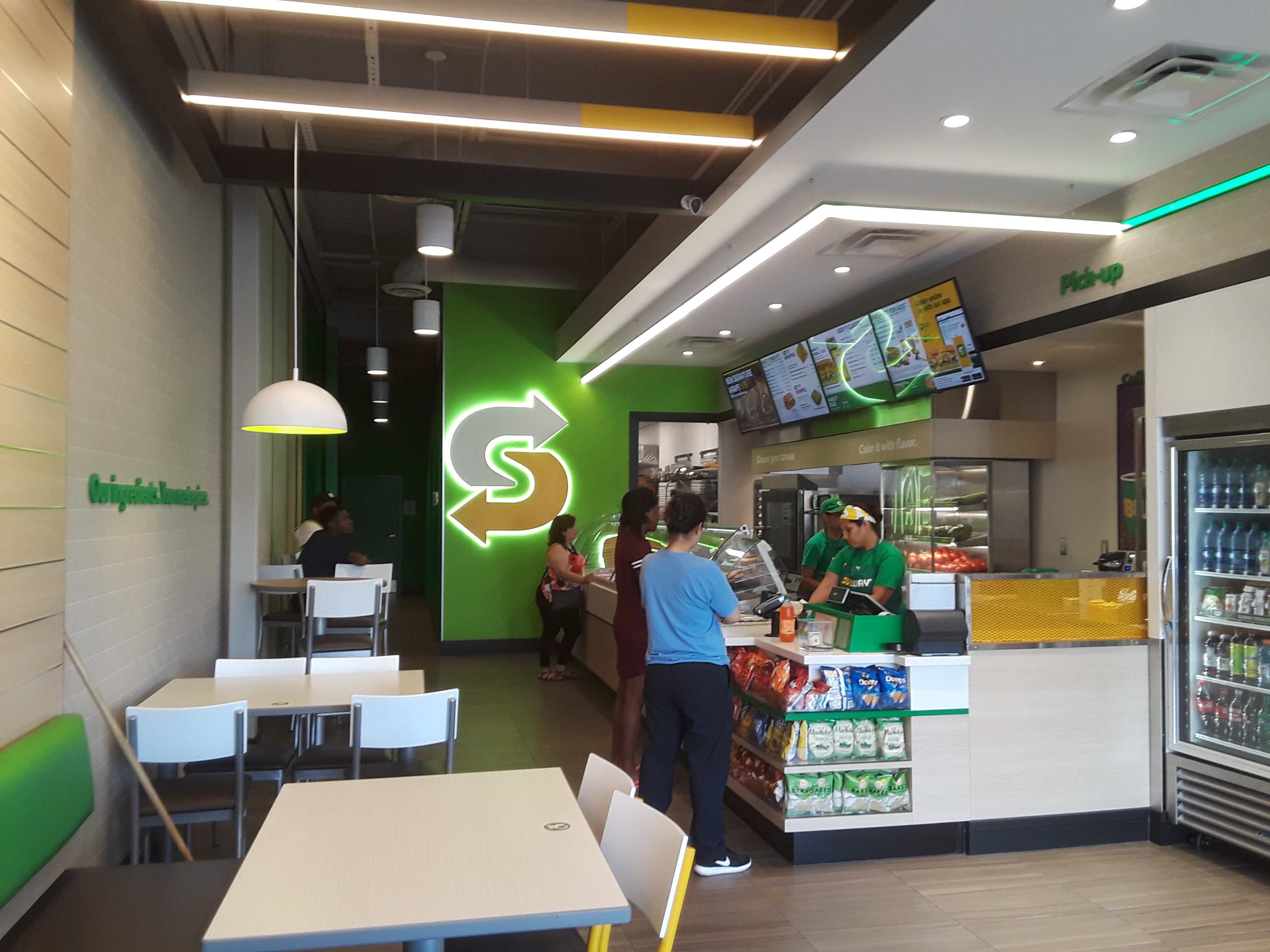
التصميم الداخلي لامتياز صب واي في هنتنغتون، فيرجينيا مصمم بأسلوب جديد

أَعلَنَت شركة صب واي عن شعارها الجديد في عام 2016،  وفي 17 يوليو 2017 كشفت عن مطاعمها الجديدة التي أَطلَقَت عليها اسم "فرش فوروارد (بالإنجليزية: Fresh Forward)"، تعمل على تجربتها في 12 موقعًا في الولايات المتَّحدة وكندا والمملكة المتَّحدة، وتتميز المطاعم الجديدة بوجود أكشاك طلب ذاتي، ومنافذ شحن يو إس بي في الطاولات، وأضافت مأكولات جديدة منها التوابل الإضافيَّة، والخُبزَ الخالي من الغلوتين.
أغلقت السلسلة أكثر من 800 فرع من مطاعمها في الولايات المتَّحدة في 2017، وأغلقت 500 موقع آخر في أبريل 2018، وترى «أبها بهاتاري» الصحفية في واشنطن بوست أن ذلك يعود لانخفاض أرباح صب واي في الثلاث السنوات الأخيرة، كما اشتكى أصحاب الامتياز من تآكل الأرباح بسببِ التجديدات في الشركة، ويُرى محللو الصناعة مثل «بوب فيبس» الرئيس التنفيذيّ لِشَرِكَة استشارية مقرها نيويورك، إن انخفاض المبيعات عائد لعدة عوامل منها تغيُّر أذواق المستهلكين حيثُ يفضلون في كثير من الأحيان منتجات محليّة ولحوم خالية من الهرمونات تقدمها في المناطق الحضريّة شركات ناشئة مثل سويت جرين، وفقدان حصّة صب واي في السوق لصالح المُنافسين ومنهم المطاعم السريعة ومحلات الساندويتشات ومحلات البقالة التي تقدم وجبات طازجة بِأسْعَار تنافسية، وفي يناير 2018 استثمرت صب واي 25 ملْيُون دُولَار في حملة لإعادة شعبية علامتها التجاريَّة تستهدف المستهلكين الشباب.

## هيكل الشركة
تم تنظيم مجموعة شركات صب واي على النحو التالي:
- شركة «صب واي آي بي» (بالإنجليزية: Subway IP) الشركة المالكة والمسؤولة عن إِنشاء وتشغيل المطاعم في جميع أنحاءِ العالم.[29]
- شركة «مقر الامتياز العالميّ» (بالإنجليزية: Franchise World Headquarters) تقدم الخدمات المتعلّقة بالأعمال الأساسيّة للكيانات الأُخرى التابعة لمجموعة صب واي.
- شركة «إف دبليو إتش تكنولوجيز» (بالإنجليزية: FWH Technologies) تمنح تراخيص برمجيات صب واي المخصصة للاستخدام في مطاعم صب واي في جميع أنحاءِ العالم.
- شركة «صب واي فرانتشيسورس» (بالإنجليزية: Subway franchisors) تدير صناديق تمويل الإعلانات والأنشطة المحَلِية والوطنيَّة لمطاعم صب واي وأصحاب امتياز صب واي التجاري في جميع أنحاءِ العالم.[30][31]
- شركة «آي بي سي يوروب» (بالإنجليزية: IPC Europe) شركة المشتريات المُستقلَّة في أوروبا المحدودة.[32][33]

يقع المقر الرئيسيّ الدوليّ لِشَرِكَة صب واي في ميلفورد كونيتيكت في الولايات المتَّحدة، ولها خمسة مراكز إقليمية تعمل على دعم عمليات الشركة الدوليَّة، حيثُ يقع مركزها الأوروبيّ في أمستردام في هولندا، ويُقدم الدعم للمواقع الأستراليَّة والنيوزيلنديَّة من مركزها في بريسبان في أُستراليا، وتُدعم المواقع الآسيويّة من مكتبها في العاصمة اللُّبنانيَّة بيروت، ومكتبها في سنغافورة، ومركزها لأمريكا في ميامي في الولايات المتَّحدة.

## المواقع
اعتبارًا من يوليو 2020،

البلدان التي بها مطاعم صب واي

تتواجد مطاعم صب واي في 111 دولة، في 41600 موقع مملوك بشكلٍ مستقل. وتتركز أكثرها في أمريكا الشماليَّة حيثُ يوجد في الولايات المتَّحدة وحدها 24129 موقعاً،  وفي كندا 3155 موقع، وفي المكسيك 929 موقع، وتَعادل في عددها مجموع مواقع ماكدونالدز وستاربكس خارج أمريكا الشماليَّة، ولها أيضًا في أُستراليا حوالي 1400 موقع، وفي البرازيل حوالي 2200، وحوالي 2300 في المملكة المتَّحدة.

### في الوطن العربي
توجد فروع عديدة لصب واي في العالم العربي، ولها 210 فرع في السعودية، لبنان، كما توجد فروع في كل من الكويت، البحرين، قطر، الإمارات، عمان، الأردن، مصر.

## المنتجات

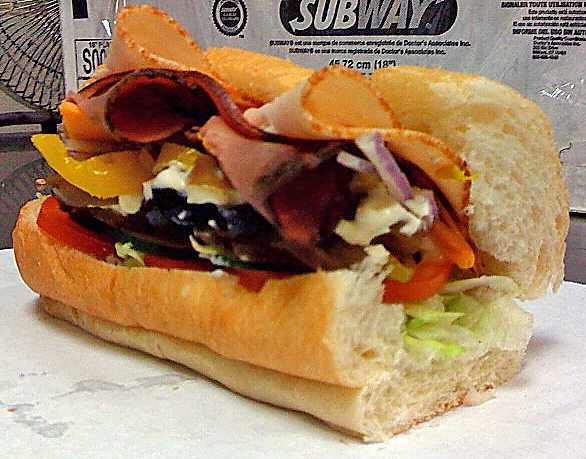
سندويش "صب واي كلوب" (6 إنش)

منتج صب واي الأساسي هو «سوبمارينز ساندويتش»، وتبيع السلسلة أيضًا اللفائف والسلطة و«بانينيس» والسلع المخبوزة مثل الكوكيز والدونات والمافن.
قدمت صب واي أول علامتها التجارية الأولى في 1975 «بي. إم. تي.» وهي إختصارًا لكلمات «الأكبر، الأغنى، الأشهى» (بالإنجليزية: BIGGEST, MEATIEST, TASTIEST)، وحالياً تُعد شطيرة صب واي «بي إم تي» الأكثر مبيعًا،  حيث تحتوي على ببروني، وسلامي، واللحم.
تبيع صب واي أيضًا شطائر الإفطار والكعك الإنجليزي والخبز المفرود، وفي عام 2006 ظهرت «بيرسونال بيزاس» لأول مرَّة في بعض أسواق الولايات المتحدة، وهي مصنوعة حسب الطلب (مثل سوبمارين) ويتم تسخينها لمدَّة 85 ثانية. تتوفر شطائر الإفطار والبيتزا في بعض المتاجر فقط، وفي نوفمبر 2009 وقَّعت صب واي صفقة لتقديم قهوة «سياتل بست كوفي» حصريًا كجزء من قائمة الإفطار في الولايات المتحدة.
صَنَّفت دراسة استقصائية أجرتها «زاجات» عام 2009 شركة صب واي بأنَّها أفضل مزود «للخيارات الصحية» (في فئة "Mega Chain"). كما احتَّلت صب واي المرتبة الأولى في تصنيفات «أفضل خدمة» و«الأكثر شعبية»، والمرتبة الثانيَّة في "Top total"، بعدَ وينديز.
في أبريل 2017 أعلنت صب واي عن إضافة «بانيني» إلى قائمتها، وعن أربعة أنواع مختلفة من شرائح اللحم والجبن «ستيك شيبوتل.» و«تريبل تشيز» و«تشيكن كوردون بلو» و«بي إم تي ميلت» الإيطالي.
في سبتمبر 2018 طرحت صب واي شطيرة «شيبوتلي تشيزستيك» لفترة محدودة، كما بدأت اختبار إقليمي لساندويتش الدجاج المقرمش في أركنساس.

### قائمة المنتجات
- بي.إم.تي. إيطالية
- ستيك بالجبن
- صب واي ميلت
- دجاج فاهيتا
- دجاج مع صلصة الباربيكيو
- دجاج وببروني
- سجق لحم بقري
- حلومي صب
- صدر ديك رومي
- فخذ ديك رومي
- صدر وفخذ ديك رومي
- صدر الدجاج المشوي
- دجاج ترياكي
- روست بيف
- صب واي كلوب
- ساندويتش متعة الخضار بالجبن
- التونة الكلاسيكية
- مأكولات بحرية

### المحتوى الغذائي
في 2011 قدمت صب واي الخبز والبراوني الخالي من الغلوتين في بَعض المواقع في تكساس،  وخفضت كمية الملح في شطائرها بنِسبَة 15 بالمائة،  وبنِسبَة 33 بالمائة في المملكة المتَّحدة وأَيِرلَندَا بما يتَمَاشَى مع اللوائح الحكوميَّة. وأعتمدت مؤسَّسة «أبحاث القلب في المملكة المتَّحدة» طبق قليل الدهون (بالإنجليزية: Low Fat) المُقَدّم من صب واي.

## التسويق

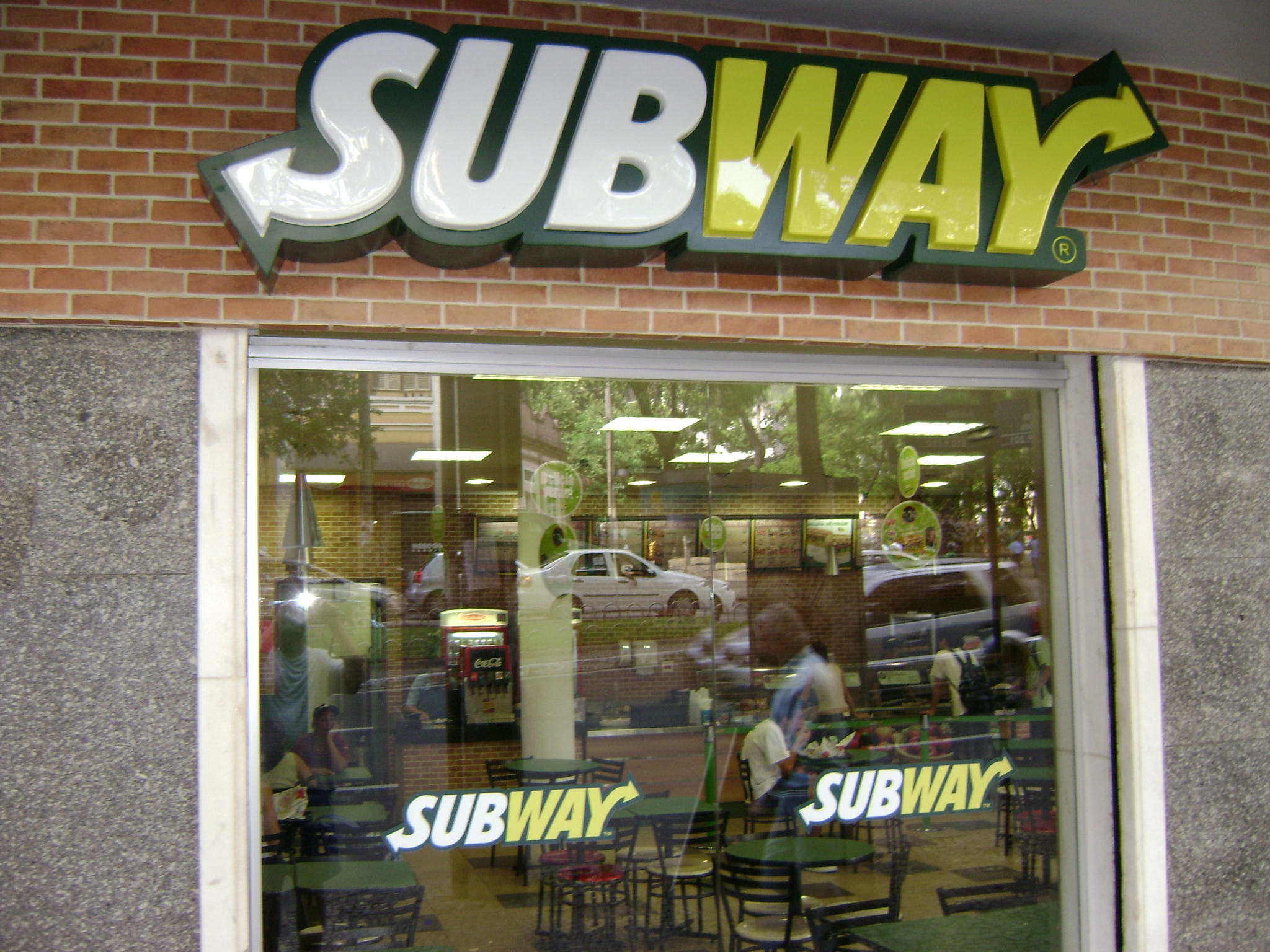
صب واي في بيلو هوريزونتي في البرازيل

تُعدّ مطاعم صب واي ثاني أكبر معلن للوجبات السريعة في الولايات المتَّحدة، بعدَ ماكدونالدز، حيثُ أنفقت 516 ملْيُون دُولَار أمريكيّ على الإعلانات في 2011.
في عام 2005 ألغت شركة صب واي ترويجها لطوابع «صب كلوب» بعدَ انتشار الطوابع المزيفة على الإنترنت،  وفي نوفمبر 2007 استعانت صب واي بالشخصيَّة الأمريكيَّة الكرتونية «بيتر غريفين» للترويج لصنفها الجديد «صب واي فيست».
أدار صب واي حملة لتوظيف المنتجات في المسلسل التلفزيوني الأمريكيّ «تشاك» مُنذُ بداية موسمه الأول.

### جاريد فوغل

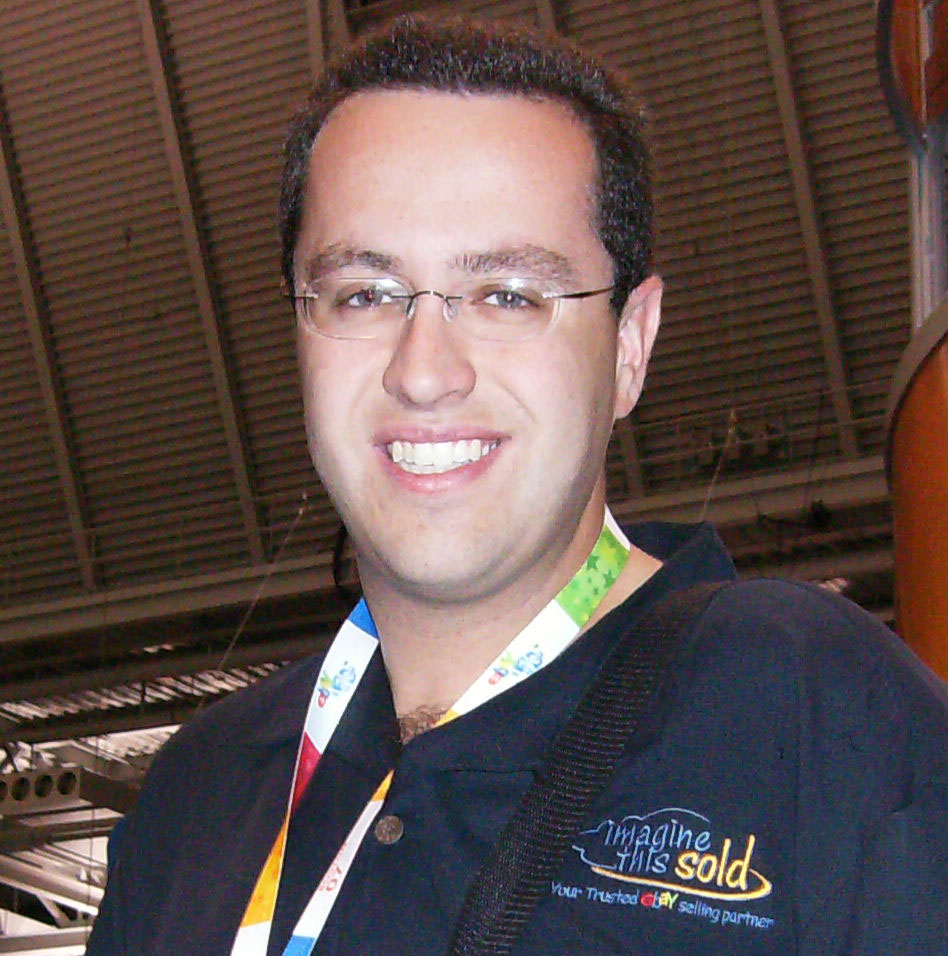
جاريد فوغل في عام 2007

كانَ جاريد فوغل المتحدث الرسميّ باسمِ الشركة في الولايات المتَّحدة، حيثُ ألقى محادثات حول الحياة الصحيّة وظهر في إعلانات الشركة، لفت فوغل الانتباه لأول مرَّة في مسقط رأسه إنديانا بعدَ ادعائه بفقدان 200 رطل من وزنه بعدَ تناوله الطعام في مطاعم صب واي،  استمر في منصبه حتَّى عام 2015 عندما أُتهم بحيازة مواد إباحية لأطفال وممارسة جنسيَّة غير مشروعة مع قاصر، وبعد اعترافه بالذنب في أغسطس 2015، حُكم عليهِ السجن لمدَّة 15 عامًا في سجن فيدرالي.
وبعد إقالته من التسويق، قدمت صب واي حملة تسويقيَّة جديدة تهدف للتركيز على عدَّة أمور منها منتجاتها والدهون والسعرات الحراريّة ومصادر مكونات وجبات صب واي، والتخلص التدريجي من استخدام المضاد الحيوي في المواشي.

### خمسة دولارات
في 2008 بدأت صب واي في الولايات المتَّحدة وكندا تقدم شطائر «سوب مارينز» الطويلة مقابل خمسة دولارات لفترة محدودة فقط، وأصبَحَ الفيلم الترويجيّ «5 دُولَار فوت لونج» أكثر عروضها الترويجية نجاحًا على الإِطلاق. وفي أكتوبر 2011 أَطلَقَت عرض ترويجي مماثل في المملكة المتَّحدة، 
أوقفت صب واي عروض الخمسة دولارات في سان فرانسيسكو في 2012،  وتبعتها باقي المُدن خِلال عام 2014،  واستُبدلت العرضُ بعرض آخر بقيمة 6 دُولَار في 1 نوفمبر 2014.
أعادت الشركة عرض الخمسة دُولَار في يناير 2018،  وفي سبتمبر من نفس العام أوقفته مرَّة أُخرى.

## الرفق بالحيوان
التزمت صب واي في 2015 بالتخلي عن توريد بيض الأقفاص والاٍنتقال إلى توريد بيض المراعي الحرة بنِسبَة 100 بالمائة في أمريكا الشماليَّة بحلول عام 2025.
في أبريل 2017 أَصَدَرَت صب واي سياستها لرعاية الدجاج،  وَالتي تنص على إنتاج البيض وفقاً لمعايير الشراكة العالميَّة للحيوانات (GAP) للسلالات ذات الرفاهيَّة العالية، وبيئات المعيشة المحسنة، وزيادة مستويات النشاط وكثافة التخزين الأمثل، وتحسين طرق الذبح، ولضمان الامتثال سيخضع موردو الدجاج للتدقيق عبر جهات خارجية. وسبق إعلان السياسة حملة وطنية بِقيادة ناشطة الحَيوانات في المدرسة الثانويّة ليا هايمان بالتنسيق مع رابطة الرفق بالحيوان،  حيثُ تجمع نشطاء أمام المقر العالميّ لصب واي في 20 أبريل 2017 في ولاية كونيتيكت لتسليم أكثر من 53000 توقيع من مؤيدي الحملة وعقدوا مظاهرة بعدَ منعهم من الدخول.

## الخلافات

### التهاب الكبد الوبائي أ
أُصيبَ 32 من عملاء صب واي في سياتل بمرض التهاب الكبد الوبائي أ بعدَ تناولهم طعام مُلَوَّث بالفَيرُوس،  حيثُ يَنتَشِر الفَيرُوس عند تناول طعام أو ماء مُلَوَّث ببراز مُلَوَّث،  ولاحقاً وجدت التحقيقات عدم التزام الموظَّفين بغسل اليدين جيدًا واستخدام القفازات البلاستيكية عند تَحضِير الطعام. وسوت صب واي القضية الجماعيَّة نيابة عن 31 ضحية مقابل 1.6 ملْيُون دُولَار،  وكان أكثر الضحايا تضررًا هو صبي يبلغ من العمر 6 سنوات يُعاني من فشلَ كبدي حاد وبحاجة لزراعة كبد، وحصل على تَعوِيض بقيمة 10 ملْيُون دُولَار في تسوية خارج المحكمة في عام 2001.
في أبريل 2015 أَصَدَرَت وزارة الصحة في أركنساس تحذيرًا للمواطنين بعدَ إصابة مُوَظَّف في منفذ صب واي في موريلتون بالفَيرُوس.

### حجم الساندوتش
في 2 فبراير 2007 ذكرت قناة (بالإنجليزية: KNXV-TV) أن ثلاثة من شطائر صب واي تٌدعى 3 أقدام اسميًا، بينما في الواقع تبلغ 2 قدم 8 بوصة (81 سـم) و2 قدم 8.25 بوصة (81.92 سـم) و2 قدم 8.5 بوصة (82.6 سـم)، وأظهر التقرير أيضًا أن الصناديق المصممة لتخزين السندويشات كانت بطول 2 قدم 10.75 بوصة (88.27 سـم)، وقالت صب واي إنها ستعيد تقييم الإعلانات المتعلّقة بالطول المحدد للسندويشات.
في يناير 2013 اشتكى مراهق أسترالي يُدعى «مات كوربي» على فيسبوك من أن شَطِيرَة صب واي «فوت لونغ» كانت بطول 11 بوصة (28 سـم) فقط بدلًا من 1 قدم (30 سـم). وعلقت صب واي بإن 'صب واي فوت لونغ' هي علامة تجاريَّة مسجلة كاسم وصفي للجزء الفرعي المباع في مطاعم صب واي وليس المقصود بها طول السندويشات. وخلال دَعوَى قضائيَّة لاحقة كُشف فيها أن مُعظم سندويشات صب واي مطابقة للطول المعلن عنه، ورفضت صب واي تسوية بقيمة 530 ألف دُولَار خارج المحكمة في 2017 لكون القضية «عديمة القِيمَة على الإِطلاق».

### نزاعات العلّامات التجاريَّة فوت لونغ
في 31 يناير 2011 كتبت محامية صب واي «فاليري بوشرون» إلى «كاسياس جنرال ستورز» وهي سِلسِلَة متاجر صغيرة في ولاية أيوا، وطلبت منها التوقف عن استخدام مصطلح «فوت لونغ» (بالإنجليزية: Footlong) في إعلانات السندويشات التي يبلغ حجمها 12 بوصة، وهددتها برفع دَعوَى قضائية، ولاحقاً في فبراير 2011 قدمت «كاسياس جنرال ستورز» التماسًا في محكمة أمريكيَّة في دي موين، تطلب فيها إعلانًا قانونيًا بأنَّ كلمة «فوت لونغ» لا تنتهك حقوق «صب واي». وسعت للحصول على تصريح بأنَّ كلمة «فوت لونغ» هي وصف عام لساندويتش بقياس قدم واحدة.
حاولت صب واي تسجيل علامة تجاريَّة باسم «فوت لونغ» ولم توافق الحُكومة الفيدراليَّة على ذلك، ورفض مكتب الولايات المتحدة لبراءات الاختراع والعلامات التجارية تسجيل العلَّامة مرتين، الأولى في 8 نوفمبر 2007،  والثانيةُ في 4 يونيو 2009. حيثُ عارضت كلّ من يم! ودجاج كنتاكي وبيتزا هت وتاكو بل و«لونغ جون سيلفر» طلب التسجيل.

### المكوّنات
أجرت شركة صب واي تعديلات على مكونات الخُبزَ الذي تقدمه في مطاعمها وأزالت "مركب آزوديكاربوناميد الكيميائي"،  بعدَ أن جمعت المدوَّنة والناشطة «فاني هاري» أكثر من 50 ألف توقيع في حملة عريضة، وكانت صب وي تستخدمه كمكيف للخبز لتبييض العجين والسماح بخبز الشطائر بسرعة أكبر، فيمَا لا تزال يُستخدم في مطاعم الوجبات السريعة الأُخرى.
في أغسطس 2015 قدمت «فاني هاري» بِالاشتراك مع مجلس الدفاع عن الموارد الطَّبيعية وأصدقاء الأرض ومركز سلامة الأغذية ومجموعة أبحاث المصلحة العامَّة الأمريكيَّة، طلبًا إلى صب واي يدعوها بشراء اللحوم المنتجة دون الاستِخدام الروتيني للمضادات الحيوية،  وفي أكتوبر 2015 أَعلَنَت صب واي أنَّها ستنتقل إلى استخدام الدجاج الذي يتم تربيته بدون مضادات حيوية في عام 2016، كما ستطبق ذلك على لحوم البقر والخنازير بحلول 2025.
في أكتوبر 2020 قضت المحكمة العليا في أَيِرلَندَا بأنَّ «خبز صب واي» يحتوي على نسبة عالية جدًا من السكر، بحيث لا يُمكن تصنيفه من ضمنَ المواد الغذائيَّة الأساسيّة وإعفائه من تطبيق ضريبة القيمة المضافة عليهِ. وينُصُّ القانون الأيرلندي على أن كمية السكر في الخُبزَ يجب ألا تتخطى 2 في المئة من وزن الدقيق المُستخدم في العجين، في حين يحتوي خبر صب واي بحسب المحكمة على 5 أضعاف هذا الرقم.
في عام 2021 تم رفع دعوى قضائيَّة ضدَّ الشركة تزعم أن مكونات صب واي مثل «التونة» كانت عبارة عن مزيج من «التلفيقات الْمُخْتَلِفَة التي لا تُشكِل تونة، ومع ذلك تم مزجها معًا لتقليد مظهر التونة»، وقال كبير مديري سلامة الأغذية العالميَّة وجودتها في الشركة في بيان إن «مطاعمنا تتلقى التونة النقية وتخلطها مع المايونيز وتقدَّم على ساندويتش طازج لضيوفنا».

### أجور العمّال
في عام 2019 وجد «محقق الشكاوى في العمل العادل» أن 17 شركة من شركات صب واي الأستراليَّة تقدم أجور منخفضة للعاملين،  حيثُ وجد تحقيق مطول أجراه «محقق الشكاوى» فشلَ أصحاب الامتياز في دفع الحد الأدنى من الأجور للموظفين، وأجور الأحمال غير الرسميَّة والأعمال الإضافيَّة، ولم تصدر قسائم رواتب مناسبة أو تحتفظ بسجلات توظيف مناسبة، ونتج عن التحقيق استعادة أكثر من 81 ألف دُولَار من الأجور غير المدفوعة لأكثر من 160 موظفًا.

## وصلات خارجية
- صب واي على موقع IMDb (الإنجليزية)
- الموقع الرسمي لشركة صب واي (بالإنجليزية)
- الموقع العربي لشركة صب واي